# Ais (volk)

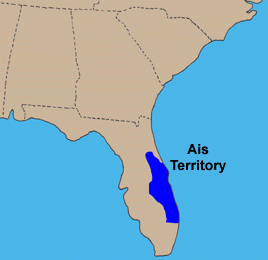
Leefgebied van de Ais-stam in in Florida op het moment van de eerste contacten met Europeanen

De Ais waren een Noord-Amerikaans indianenvolk en een van de inheemse stammen uit het zuidoosten van de Amerikaanse staat Florida. Hun traditionele leefgebied liep van Cape Canaveral tot de St. Lucie Inlet in Martin County.
In 1650 telde de clan circa 1000 indianen en tegen 1730 was dit volk verdwenen (geassimileerd). Ze leefden vooral van vis.
Over de taal van de Ais is er niet veel geweten. Sommige auteurs rekenen de taal hypothetisch tot de Muskogitalen, anderen tot Arawaktalen van Zuid-Amerika.